# Smaragdglansstær
Smaragdglansstær (latin: Lamprotornis iris) er en spurvefugl, der lever i det vestlige Afrika.